# Euparkerella cryptica
Euparkerella cryptica é uma espécie de anfíbio  da família Craugastoridae. Endêmica do Brasil, onde pode ser encontrada no município de Silva Jardim, no estado do Rio de Janeiro.